# Spelunky
Spelunky è un videogioco a piattaforme indipendente creato da Derek Yu e reso disponibile freeware per Microsoft Windows e come normale uscita commerciale per Xbox 360. Il giocatore controlla uno speleologo che esplora una serie di grotte collezionando gemme, salvando donzelle ed evitando le numerose trappole. La versione 1.0 del gioco è stata pubblicata il 1º settembre 2009, contestualmente alla conferma che il gioco sarebbe uscito anche per Xbox Live Arcade. Il codice sorgente è stato reso disponibile il 25 dicembre 2009, insieme alla versione 1.1 del titolo. Su Xbox Live Arcade Spelunky è stato pubblicato il 4 luglio 2012. Il sequel, Spelunky 2, è stato rilasciato nel settembre 2020.

## Modalità di gioco
Il giocatore controlla un personaggio anonimo, noto come spelunker. Lo scopo del gioco è quello di arrivare al tesoro finale, esplorando anfratti sotterranei e collezionando tesori: il cammino, tuttavia, è ostacolato da trappole e temibili nemici. Lo spelunker per farsi strada può saltare e utilizzare la propria frusta, raccogliere gli oggetti sparsi nel livello, e infine lanciare bombe e corde. I livelli sono generati casualmente e sono raggruppati in quattro «aree» tematiche (miniere, giungla, grotte di ghiaccio, tempio), di difficoltà crescente e con oggetti, nemici, e bonus caratteristici. Se il giocatore finisce i cuori disponibili il personaggio muore e bisognerà ricominciare da capo.
Numerosissime sono le creature che popolano i livelli: pipistrelli, serpenti e ragni sono le più comuni, ma vi sono anche mostri come yeti, rane giganti e perfino il tristo mietitore,  che apparirà nel caso si trascorra troppo tempo in un singolo stage. Il giocatore può collezionare molteplici oggetti, principalmente pepite d'oro e gemme di vario tipo, che oltre a rappresentare il punteggio sono utili per comprare nuovi equipaggiamenti: jetpack, picconi, bussole e via dicendo. Suddetti oggetti possono essere acquistati (o rubati) presso i vari mercanti sparsi nei livelli.
Il giocatore si può imbattere anche in damigelle in pericolo, che se scortate all'uscita regalano un punto vita.

## Sviluppo
Spelunky è stato creato da Derek Yu e pubblicato come freeware per Microsoft Windows il 21 dicembre 2008. Il codice sorgente della versione per Windows venne pubblicato nel 2008, secondo una licenza che autorizzava la distribuzione non commerciale del materiale, che poteva anche essere modificato. Basandosi su questo codice, la comunità di Internet ha creato una patch per il macOS, e varie mod.
Il 4 luglio 2012 venne pubblicata la versione ottimizzata per l'Xbox, mentre un remake venne pubblicato l'8 agosto 2012 per il PC, e il 27/28 agosto 2013 per la PlayStation 3.

### Influenze
Spelunky attinge a piene mani da titoli come La-Mulana, Rick Dangerous, e Spelunker, per quanto concerne la grafica dei personaggi ed il gameplay. Trattandosi di un gioco strutturato sui dungeon, fonde anche le influenze esercitate dal genere roguelike, al quale si ispira per la generazione casuale delle mappe, la mancanza di punti di salvataggio e la difficoltà generale. Altra preziosa fonte d'ispirazione è la serie Super Mario, come ha affermato lo stesso Derek Yu: entrambi, infatti, si basano su un ambiente completamente bidimensionale, con le identiche meccaniche fisiche.

## Accoglienza
| Testata      | Versione                    | Giudizio |
| ------------ | --------------------------- | -------- |
| IGN          | PS4                         |          |
| GamesRadar   | PS4, PS3, PS Vita, Xbox 360 |          |
| GameTrailers | n.d.                        | 8.3      |

Spelunky ha ricevuto giudizi estremamente positivi dalla critica. IGN assegnò al gioco un punteggio di 9.10, insignendolo dell'Editor's Choice award e definendolo «un superbo platformer bidimensionale che è tanto semplice da odiare come da amare». GamesRadar gli assegnò una valutazione di 5/5, lodando la modalità di gioco e l'incessante sensazione di scoperta.  Similmente, GameTrailers gli assegnò un punteggio di 8.3. Addirittura, PC Gamer UK, nel 2013, insignì il videogioco del titolo di «miglior videogioco dell'anno».
Considerevoli sono le influenze esercitate da Spelunky negli altri videogiochi: lo spelunker può essere sbloccato (e utilizzato) in Super Meat Boy, e fa anche un cameo in Bit.Trip Presents... Runner2: Future Legend of Rhythm Alien, dove compare sotto le vesti di personaggio DLC.

## Adattamento
Nell'agosto del 2024 è stato annunciato che un cortometraggio animato dedicato a Spelunky sarà presente nella serie televisiva antologica Secret Level. La serie è uscita il 10 dicembre 2024 con il relativo episodio (il 12°) dal nome Spelunky: Tally.